# The Ugly Stepsister
The Ugly Stepsister (Den Stygge Stesøsteren) è un film horror del 2025 scritto e diretto da Emilie Blichfeldt.
La pellicola è l'adattamento cinematografico in chiave horror della fiaba Cenerentola dei Fratelli Grimm.

## Trama
Elvira e Alma sono sorelle la cui madre, Rebekka, ha da poco sposato un uomo più anziano nella speranza di ottenere ricchezza e privilegi. Nel frattempo, Rebekka diventa la matrigna di Agnes, la figlia avuta da un precedente matrimonio. Dopo la morte del padre di Agnes la prima notte di nozze, la famiglia scopre che era senza un soldo. Preoccupata di essere troppo vecchia per trovare un nuovo marito ricco, Rebekka decide di far sposare una delle sue figlie. Sceglie Elvira perché Alma non ha ancora raggiunto la pubertà. Mentre Elvira sogna di sposare il superficiale principe Julian, Rebekka è consapevole che sua figlia è considerata brutta e ha poche possibilità di conquistarlo, soprattutto se Agnes dovesse competere per la sua attenzione.
Per rendere Elvira più desiderabile, Rebekka la sottopone a una serie di dolorosi e primitivi interventi di chirurgia plastica e lei ingoia una tenia per perdere peso. Elvira è anche costretta a prendere lezioni di etichetta, il che fa sì che la sua iniziale ammirazione per Agnes si trasformi in risentimento, poiché ritiene che Agnes non abbia dovuto impegnarsi per il suo aspetto o il suo talento. Una notte, Elvira scopre Agnes che fa sesso con Isak, uno stalliere, e lo racconta a Rebekka. Disgustata, Rebekka fa di Agnes una serva e la famiglia inizia a chiamarla Cenerentola. Con l'avvicinarsi del ballo reale, Elvira inizia a diventare denutrita a causa della crescita della sua tenia, e i suoi capelli iniziano a cadere quando Agnes li spazzola.
Durante una prova d'abito con sua madre, il venditore di abiti regala a Elvira una parrucca e un abito. Poi nota la bellezza di Agnes e le fa delle avances inappropriate. Lei gli sputa addosso e per terra con disgusto, e Rebekka le ordina di pulire. Al loro ritorno, Elvira vede Agnes con un abito da ballo e lo distrugge con rabbia. Nel frattempo, Alma è spaventata quando ha il suo primo ciclo mestruale di notte. Mentre Agnes piange sul cadavere in decomposizione del padre, la madre biologica arriva vestita di bianco per darle delle scarpe e la avverte che la carrozza tornerà a trasformarsi in una zucca entro mezzanotte. Dei bachi da seta sistemano l'abito di Agnes.
Al ballo, Elvira attira l'attenzione del principe Julian, ma la sua attenzione viene subito distolta da Agnes velata. Elvira fugge in un'altra stanza e vomita uova di tenia. Più tardi, entrambe le donne tornano a casa. Consapevole che Agnes ha accidentalmente dimenticato una pantofola che Julian userà per identificare la donna dei suoi sogni, Elvira costringe Agnes a consegnarle l'altra scarpa. Quando scopre che i suoi piedi sono troppo grandi per la pantofola, Elvira inizia a tagliarsi le dita. Viene trovata da Rebekka e Alma. Quest'ultima inorridisce quando Rebekka seda con calma Elvira e porta a termine il compito.
La mattina seguente, Elvira, ferita, sente le trombe che annunciano l'arrivo del principe. Striscia sul pavimento e cade da una rampa di scale, rompendosi il naso e scheggiandosi un dente, solo per scoprire che Agnes e il Principe si sono ritrovati, vanificando i suoi sforzi. Sconfitta, Elvira assume un antidoto dopo che Alma la implora e vomita la tenia. Le sorelle scelgono di lasciare la madre per poter vivere libere dalla sua influenza, mentre Rebekka inizia a sedurre un uomo incontrato al ballo.

## Produzione
La sceneggiatrice e regista Emilie Blichfeldt ha iniziato a sviluppare The Ugly Stepsister mentre lavorava al suo progetto di tesi alla Norwegian Film School.

## Distribuzione
The Ugly Stepsister è stato presentato in anteprima al Sundance Film Festival 2025 il 23 gennaio 2025 nella sezione Midnight, ed è stato proiettato nella sezione Panorama del 75° Festival Internazionale del Cinema di Berlino il 16 febbraio 2025.
Shudder, un servizio americano di video on demand in abbonamento over-the-top, ha acquisito i diritti di distribuzione per Nord America, Regno Unito, Australia e Nuova Zelanda nel dicembre 2024. Il film è stato venduto da Memento anche a ESC Films Capelight, Beta Film, Lev Cinema, ADS, Cay Films, Cine Canibal, New Select, House of M, PT Falcon, Estin Film e Vendetta Filmes.
Il film è stato distribuito nei cinema norvegesi il 7 marzo 2025 da Scanbox.
Il film è uscito nelle sale cinematografiche statunitensi il 18 aprile 2025, distribuito da IFC Films.

## Accoglienza

### Critica
Sul sito web aggregatore di recensioni Rotten Tomatoes, il 95% delle 103 recensioni dei critici è positivo, con una valutazione media di 7,7/10. Il consenso del sito recita: "Prendendo martello e scalpello per una fiaba per eccellenza, la magistrale applicazione di gore e sovversione di The Ugly Stepsister è la materia di cui sono fatti gli incubi". Metacritic, che utilizza una media ponderata, ha assegnato al film un punteggio di 70 su 100, basato su 22 critici, indicando recensioni "generalmente favorevoli".